# Forest Hills Tennis Classic 2008
Il Forest Hills Tennis Classic 2008 è stato un torneo di tennis giocato sul cemento.   
È stata la 5ª edizione del Forest Hills Tennis Classic, che fa parte della categoria Tier IV nell'ambito del WTA Tour 2008. Si è giocato a Forest Hills, New York negli USA,
dal 19 al 23 agosto 2008.

## Campionesse

### Singolare
Lucie Šafářová ha battuto in finale  Shuai Peng con il punteggio di 6–4, 6–2